# León Villar
León Villar Beltrán (ur. 30 kwietnia 1969 w Burjassot) – hiszpański judoka. Dwukrotny olimpijczyk. Zajął dziewiąte miejsce w Barcelonie 1992 i dziewiętnaste w Atlancie 1996. Walczył w wadze średniej.
Brązowy medalista mistrzostw świata w 1993; uczestnik zawodów w 1989 i 1991. Startował w Pucharze Świata w latach 1990–1993, 1995 i 1996. Trzeci na mistrzostwach Europy w 1991 i 1992; piąty w 1990. Drugi na akademickich MŚ w 1990 roku.

## Letnie Igrzyska Olimpijskie 1996
| Konkurencja | Eliminacje          | Eliminacje           | Klas. końcowa |
| Konkurencja | Przeciwnik I        | Przeciwnik II        | Miejsce       |
| ----------- | ------------------- | -------------------- | ------------- |
| 86 kg       | Krisna Bayu (INA) Z | Nicolas Gill (CAN) P | 19.           |

## Letnie Igrzyska Olimpijskie 1992
| Konkurencja | Eliminacje              | Repasaże                | Repasaże               | Klas. końcowa |
| Konkurencja | Przeciwnik I            | Przeciwnik I            | Przeciwnik II          | Miejsce       |
| ----------- | ----------------------- | ----------------------- | ---------------------- | ------------- |
| 86 kg       | Axel Lobenstein (GER) P | Giorgio Vismara (ITA) Z | Daniel Kistler (SUI) P | 9.            |